# Fantomas se dezlănțuie
Fantomas se dezlănțuie (titlul original: în franceză Fantômas se déchaîne) este un film francez din 1965, regizat de André Hunebelle. Filmul a avut premiera în România la data de 3 octombrie 1966. Filmul a fost distribuit ulterior pe suport DVD în România sub titlul Fantomas în acțiune, la pachet cu ziarul Adevărul, în ziua de 17 aprilie 2011.
În film comisarul Juve (interpretat de Louis de Funès) și jurnalistul Fandor (interpretat de Jean Marais) încearcă să-l prindă pe răufăcătorul Fantômas (interpretat tot de Marais). Trilogia Fantômas a fost răspunsul Franței, începând din 1964, la filmele cu James Bond, care deveniseră un fenomen care a cuprins lumea cam în aceeași perioadă. 
Acest film este al doilea din trilogia filmelor cu Fantômas, care a obținut un mare succes în Europa și în Uniunea Sovietică, dar și în Statele Unite ale Americii și Japonia. Acesta este o continuare a filmului Fantômas (1964). În acest episod, Jean Marais îl interpretează și pe profesorul Lefebvre.

## Rezumat
În cel de-al doilea episod al trilogiei, Fantômas îl răpește pe profesorul Marchand, reputat om de știință, cu scopul de a-și însuși invenția sa: raza telepatică care permite controlul gândirii umane. Aceasta invenție îi va permite să domine lumea. În timpul unei conferințe de presă susținută de profesorul Lefebvre, acesta admite că, fără rezultatele experimentelor sale, Fantômas nu poate reuși să realizeze arma. Bănuind că Fantômas va urmări să-l răpească și pe cel de-al doilea om de știință, jurnalistul Fandor se deghizează el în profesorul Lefebvre și participă la o conferință științifică la Roma (Italia) pentru a-i întinde răufăcătorului o capcană. 
Planul pare să funcționeze până ce intră în luptă și comisarul Juve, care inventase între timp o serie de gadgeturi speciale pentru prinderea lui Fantômas. Fandor, logodnica sa Hélène, comisarul Juve și subordonații săi călătoresc în Italia, crezând că Fantômas va cădea în mâinile lor. Din păcate, răufăcătorul este și el deghizat ca profesorul Lefebvre și confuzia este totală. Cu toate acestea, Fantômas scapă încă o dată în stilul propriu, cu ajutorul unui Citroën DS, cu aripi retractabile, care se transformă într-un avion, într-una dintre scenele cele mai neașteptate și spectaculoase ale filmului.

## Distribuție
| Actor            | Rol(uri)                                                   |
| ---------------- | ---------------------------------------------------------- |
| Jean Marais      | jurnalistul Jérôme Fandor / Fantômas / profesorul Lefebvre |
| Louis de Funès   | comisarul Paul Juve                                        |
| Mylène Demongeot | Hélène Gurn, fotografa ziarului și logodnica lui Fandor    |
| Jacques Dynam    | inspectorul Michel Bertrand                                |
| Robert Dalban    | redactorul ziarului Le Point du Jour                       |
| Olivier de Funès | Michou, fratele mai mic al lui Hélène                      |
| Albert Dagnant   | profesorul Marchand                                        |
| Robert Le Béal   | ministrul care-l decorează pe Juve                         |

## Despre film

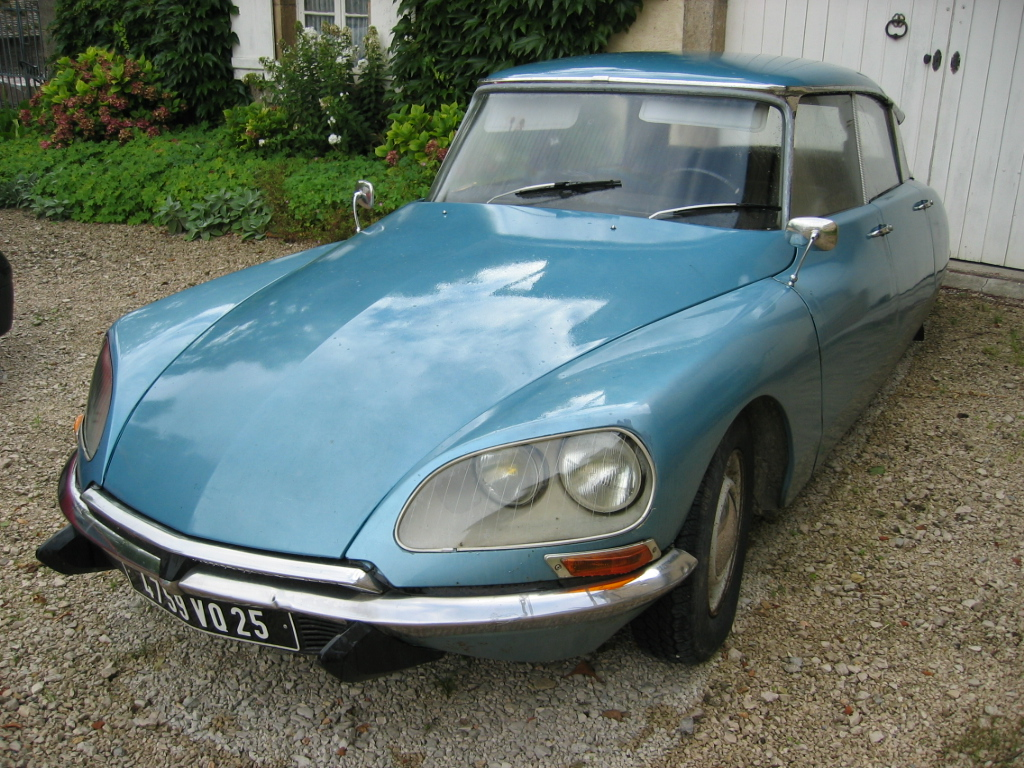
Maşina Citroën DS folosită în film de Fantômas

- Filmul a fost turnat în Franța, la Paris și Chinon (în Indre-et-Loire), și în Italia, la Roma și Napoli (pe vulcanul Vezuviu). El a avut premiera în Franța la 8 decembrie 1965.
- Înainte ca titlul Fantômas se déchaîne să devină oficial, au existat propuneri ca filmul să fie numit La Vengeance de Fantômas sau Fantômas revient.
- Olivier de Funès, fiul lui Louis, apare pentru prima dată pe ecran în acest film. Acesta va juca în șase filme alături de tatăl său, înainte de a deveni pilot de linie.
- Scenele de erupții vulcanice ale Vezuviului, locul unde se ascundea Fantômas, sunt extrase din filmul documentar Les Rendez-vous du diable al lui Haroun Tazieff.
- Prima centrală nucleară franceză (Chinon A1, pusă în funcțiune în 1963 și care va produce energie electrică până în 1973) a servit drept fundal al laboratorului secret al lui Fantômas. O parte a acestei fabrici este vizitabilă acum deoarece această centrală, numită la Boule din cauza reactorului și a dispozitivelor de răcire instalate într-o clădire sferică din oțel cu diametrul de 55 de metri, adăpostește Muzeul atomului din Chinon începând din 1986. În interiorul acesteia, profesorul Marchand lucrează pentru Fantômas. Alte cadre ale filmului au fost turnate tot la Chinon, inclusiv cadrul în care criminalul inspectează o armată de laboranți în scunzătoarea sa secretă.
- Max Douy, responsabilul cu decorurile și creatorul extravagantului refugiu al geniului răului, va deveni decoratorul unui film Moonraker cu James Bond.
- Jean Marais va fi dublat pentru prima dată în cariera sa în cursul unei urmăriri de mașini din scena finală care se termină în cădere liberă. Neposedând această tehnică, Gil Delamare (responsabil cu efectele speciale și cascadoriile din film) l-a înlocuit și a refăcut această secvență impresionantă și memorabilă din film.
- În timpul filmărilor, cu ocazia aniversării vârstei de 51 de ani, De Funès a primit o panoplie completă de agent secret.
- Coperta primului album al trupei Fantômas reprezintă afișul spaniol al filmului Fantômas se déchaine (în spaniolă Fantômas Amenaza Al Mundo). Deși titlul oficial al albumului este Fantômas, mulți numesc acest album Amenaza Al Mundo.
- Inițial, Louis de Funès nu trebuia să joace în al doilea film din seria Fantômas. Într-adevăr, în timpul filmării primului film din seria Fantômas, s-a scris o continuare fără de Funès. Cu toate acestea, între filmările primelor două filme cu Fantômas, Louis de Funès a devenit o vedetă grație a trei filme lansate în această perioadă: Jandarmul din Saint-Tropez (7 milioane de bilete vândute), Fantomas (4,5 milioane de bilete) și Prostănacul (12 milioane de bilete). André Hunebelle și Jean Halain au decis, prin urmare, să realizeze un alt scenariu cu comisarul Juve, alias Louis de Funès.